# Brachypelma fossorium
Brachypelma fossorium é uma espécie de aranha pertencente à família Theraphosidae.